# Gleisenhof (Neunkirchen am Brand)
Gleisenhof ist ein Gemeindeteil des Marktes Neunkirchen am Brand im Landkreis Forchheim (Oberfranken, Bayern).

## Geografie
Das Dorf Gleisenhof liegt im Nordwesten der naturräumlichen Landschaftseinheit Gräfenberger Flächenalb. Es befindet sich etwa vier Kilometer nordöstlich von Neunkirchen auf 470 m ü. NHN. Der Ort liegt am Abhang des Hetzleser Berges und reicht mit seinen höchstgelegenen Siedlungsteilen bis an den Südostrand des Gipfelplateaus.

## Geschichte
Bis zum Ende des 18. Jahrhunderts unterstand Gleisenhof der Hochgerichtsbarkeit des zum Hochstift Bamberg gehörenden Centamtes Neunkirchen, diese Rechtshoheit wurde allerdings durch die Limitierte Cent  der Freiherrn von Künßberg-Ermreuth eingeschränkt. Die Grundherrschaft über den damals nur aus einem Schafhof bestehenden Ort hatte ebenfalls diese Adelsfamilie, ebenso die Dorf- und Gemeindeherrschaft. Zu Beginn des 19. Jahrhunderts kam der Ort zum Königreich Bayern.
Durch die Verwaltungsreformen zu Beginn des 19. Jahrhunderts im Königreich Bayern wurde Gleisenhof mit dem Zweiten Gemeindeedikt im Jahr 1818 ein Bestandteil der Ruralgemeinde Ermreuth. Durch die Eingemeindung von Ermreuth in den Markt Neunkirchen am Brand im Zuge der Gebietsreform in Bayern wurde Gleisenhof am 1. Januar 1972 ein Gemeindeteil des Markts.

## Verkehr

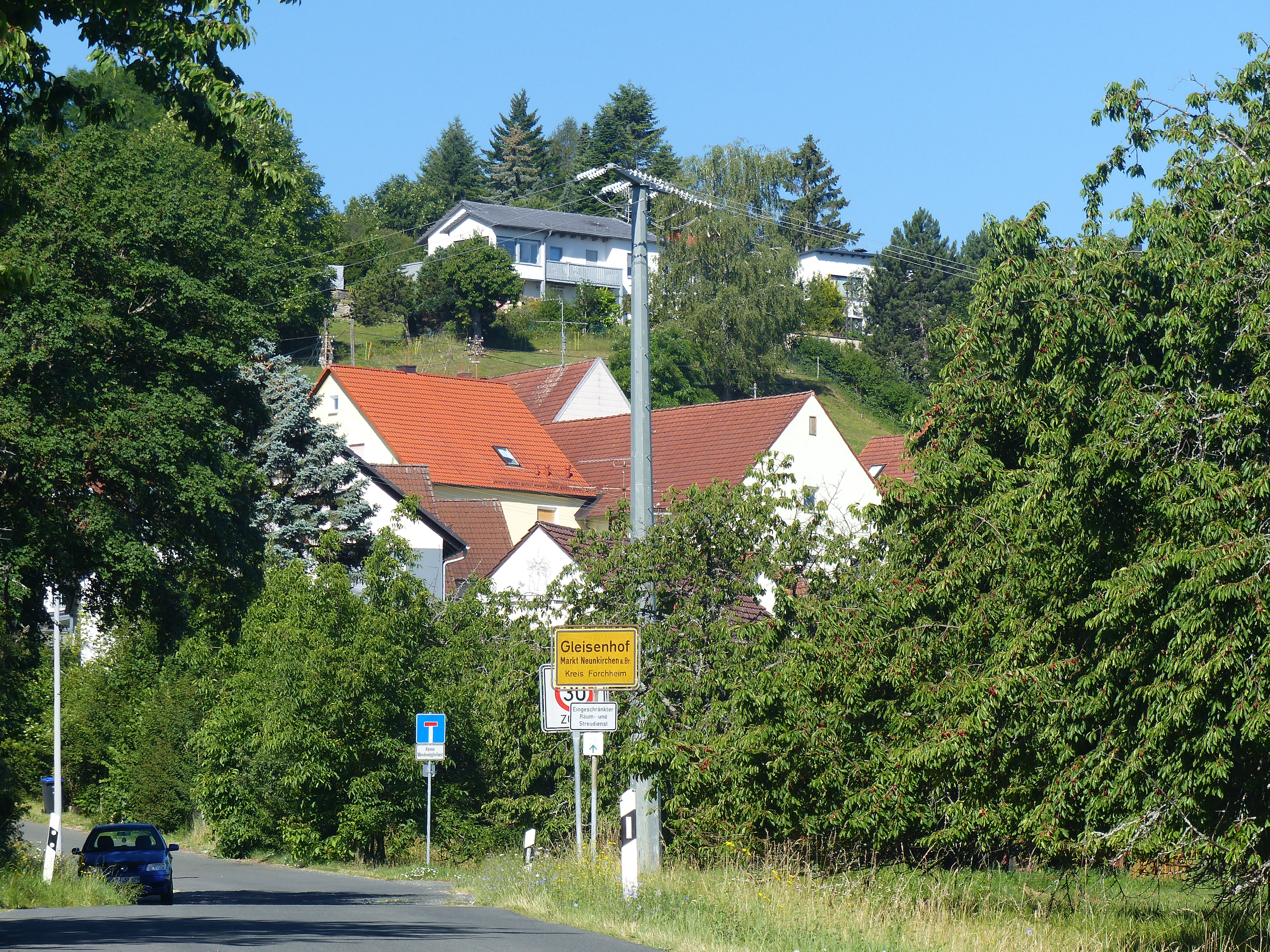
Der östliche Ortsanfang von Gleisenhof

Die Anbindung an das öffentliche Straßennetz wurde im Jahr 1996 mit einer Gemeindeverbindungsstraße hergestellt, die in Ermreuth von der Kreisstraße FO 28 abzweigt und nach dem Ort am südlichen Plateaurand des Hetzleser Berges als Sackgasse endet. Ein Feldweg führt von dort zum Flugplatz Hetzleser Berg.